# Квадэ, Павел Павлович
Павел Павлович Квадэ (12 декабря 1900, Санкт-Петербург — 16 апреля 1982) — генерал-майор авиации, профессор, доктор военно-морских наук, заслуженный деятель науки РСФСР.

## Участие в Гражданской войне
23 октября 1918 года зачислен красноармейцем в 43-й рабочий полк. В 1919 году обучался на артиллерийских курсах. В апреле-октябре 1920 года в должности начальника связи и разведки 2-го отдельного полевого артиллерийского дивизиона 16-й армии Западного фронта участвовал в военных действиях против Польши. С декабря 1920 года по июнь 1921 года в должности начальника разведки 6-го артиллерийского дивизиона участвовал в военных действиях в составе Юго-Западного фронта.

## Дальнейшая служба
В июне — октябре 1922 года командовал ротой в подготовительной Военно-авиационной школе РККА. С октября 1922 по июль 1923 года обучался в школе Красного Воздушного флота в городе Егорьевске. С июля 1923 года по сентябрь 1924 году проходил обучение в 1-й военной школе летчиков в Севастополе. С сентября 1924 по июль 1925 года обучался на курсах усовершенствования при школе летчиков-наблюдателей. В июле-ноябре 1925 года учился в Серпуховской военной школе воздушного боя.
После окончания обучения, служил в 1925—1926 годах летчиком-наблюдателем в 8-й отдельной разведывательной авиаэскадрилье. В 1926—1928 годах в должности старшего летчика-наблюдателя в составе 30-й авиаэскадрильи участвовал в боях с басмачами в Туркмении и в июле 1928 года был контужен при аварии самолета.
В 1928—1931 годах обучался в Военной академии имени М. В. Фрунзе.
В 1931—1932 годах занимал должность помощника начальника сектора 1-го управления ВВС РККА. В 1932—1935 годах занимал должность начальника 2-го сектора Управления штаба ВВС РККА.
В 1935—1936 годах начальник штаба 106-й морской тяжелой бомбардировочной авиационной бригады Черноморский флот. В 1936—1938 годах полковник Квадэ занимал должность начальника штаба ВВС Тихоокеанского флота. В марте-июле 1938 года и апреле-сентябре 1939 года преподавал в Военной академии имени М. В. Фрунзе. Награжден медалью «XX лет РККА».
В ноябре-декабре 1939 года состоял в распоряжении наркомата ВМФ.

## Участие всоветско-финской войне
В должности начальника штаба ВВС Балтийского флота участвовал в советско-финской войне и 21 апреля 1940 года «за образцовое выполнение боевых заданий командования на фронте борьбы с финской белогвардейщиной и проявленные при этом доблесть и мужество» награжден орденом Ленина. 26 апреля 1940 года начальнику 1-го (оперативного) отдела штаба ВВС РККФ полковнику П. П. Квадэ присвоено звание комбриг, а 4 июля 1940 года — звание генерал-майора авиации.

## Великая Отечественная война
29 июня 1941 года Квадэ освобожден от должности начальника штаба ВВС ВМФ и назначен начальником Военно-морского авиационно-технического училища им. В. М. Молотова. С июня 1942 года по январь 1943 года в должности заместителя командующего ВВС Черноморского флота командовал Морской авиационной группой Новороссийского оборонительного района. В январе-июле 1943 года в должности начальника штаба ВВС Черноморского флота принимал участие в битве за Кавказ. 31 мая 1943 года «за образцовое выполнение боевых заданий Командования на фронте борьбы с фашистскими захватчиками и проявленные при этом доблесть и мужество» награжден орденом Красного Знамени. В июле-октябре 1943 года командовал военно-морским подготовительным авиационным училищем. В 1943—1946 годах занимал должность начальника Высших офицерских курсов ВВС ВМФ в г. Моздоке. «За долгосрочную и безупречную службу» награжден 3 ноября 1944 года орденом Красного Знамени и 22 февраля 1945 года — орденом Ленина.

Могила Квадэ на Серафимовском кладбище Санкт-Петербурга.

## Послевоенный период
После окончания Великой Отечественной войны генерал-майор П. П. Квадэ преподавал в Военно-морской академии, где в 1946—1947 годах занимал должность заместителя начальника кафедры морской авиации и ПВО, в 1947—1950 — начальника кафедры морской авиации и ПВО и в 1951—1960 годах — оперативного использования ВВС. В 1954 году П. П. Квадэ присвоена ученая степени доктора военно-морских наук, а в следующем году звание профессора. В 1958 году П. П. Квадэ удостоен почётного звания «заслуженный деятель науки РСФСР».
В отставке с 1960 года. В 1961—1970 годах возглавлял секцию истории авиации и космонавтики Ленинградского филиала ИИЕТ АН.
Умер в Ленинграде, похоронен на Серафимовском кладбище.

## Семья
Жена: Людмила Александровна Квадэ (Лабзова) — во время Великой Отечественной войны служила делопроизводителем Высших офицерских курсов ВВС ВМФ. Награждена медалью «За победу над Германией в Великой Отечественной войне 1941—1945 гг.»